# 加沙地带政府
加沙地带政府，又稱加沙地带哈马斯当局，是自2007年6月哈马斯接管加沙地带以来，由哈马斯組建的加沙地带的政府。2007年—2014年以及2016年—2017年，哈马斯政府由伊斯梅尔·哈尼亚領導；2017年—2024年，由葉海亞·辛瓦爾领导；2024年辛瓦爾被以色列国防军擊斃後，其弟、伊宰·丁·卡桑烈士旅指揮官穆罕默德·辛瓦爾接任，2025年5月13日，以色列国防军亦證實擊斃穆罕默德·辛瓦爾。同日，由伊宰·丁·卡桑烈士旅指揮官伊宰·丁·哈達德接任。
2006年1月25日，哈马斯赢得2006年巴勒斯坦立法委員會選舉后，伊斯梅尔·哈尼亚被提名为巴勒斯坦总理，並与法塔赫建立巴勒斯坦民族团结政府。随着2007年加沙之戰的爆发，巴勒斯坦民族团结政府垮台。2007年6月14日哈马斯接管加沙地带后，巴勒斯坦权力机构主席马哈茂德·阿巴斯解散了哈马斯领导的政府，并任命萨拉姆·法耶兹为总理。尽管总部位於拉马拉的巴勒斯坦新政府声称所有巴勒斯坦领土均受其管轄，但实际上該政府只能管轄約旦河西岸地區的巴勒斯坦飛地，哈马斯繼續實際控制加沙地带。另外巴勒斯坦民族权力机构和加沙哈马斯政府都认为自己是巴勒斯坦國的唯一合法政府，但国际社会和巴勒斯坦解放組織只承认巴勒斯坦民族权力机构为合法政府。
2007年後，哈馬斯政府和各界衝突不斷。哈馬斯政府和以色列之間爆發了2008年加沙戰爭、2014年加沙戰爭以及2023年的以哈战争。加沙地带的各组织之间也有衝突，例如2009年哈马斯政府在镇压基地组织附属组织真主信徒战士時造成22人死亡；2011年4月，哈马斯政府又镇压萨拉菲运动组织神論聖戰組織。
在埃及斡旋下，法塔赫与哈马斯之间于2011年达成初步协议，雙方预计将于2012年5月舉行选举，但5月的選舉被推遲。2012年2月，哈立德·马沙尔和巴勒斯坦权力机构主席马哈茂德·阿巴斯签署了哈马斯-法塔赫多哈协议，尽管加沙地带有許多哈马斯官员對該協議不滿，联合政府還是于2014年6月2日宣誓就职。聯合政府承認哈馬斯在加沙設立的官員為副部長。联合政府原计划在加沙地带行使职能，但最終未能實際管轄加沙地带。2016年9月起，哈马斯還逐渐扩大了位於加沙地带的副部长和总干事级别职位的权力。
2023年在以色列與哈馬斯戰爭期間，以色列政府聲稱，在2024年1月以後，基本結束了哈馬斯對加沙地帶北部的統治。

## 加沙地带公務員
2007年，哈瑪斯控制加薩走廊之後，聘僱了4萬多名公務員,但由於哈馬斯財政緊張，公務員一度拿不到工資。2008年出現公務員討薪行動。2014年6月，联合政府成立之後，哈瑪斯不再支付薪水給加沙地带公務員。 2014年11月4日，加薩走廊大約2萬名公務員為抗議無工資，於是集體罷工。 
截至2023年，卡塔尔帮助哈马斯支付了加沙地带公务员的工资。